# 샬럿 라일리
샬럿 라일리(Charlotte Riley, 1981년 12월 29일 ~ )는 잉글랜드의 배우이다.

## 출연 작품
- 스위밍 위드 맨 (2018)
- 런던 해즈 폴른 (2016)
- 조나단 스트레인지와 마법사 노렐  (2015)
- 하트 오브 더 씨 (2015)
- 그랜드 스트리트 (2014)
- 엣지 오브 투모로우 (2014)
- 엔티티 (2012)
- 끝없는 세상 (2012)
- 폭풍의 언덕 (2009)
- 거울 살인사건 (2009)
- 이지 버츄 (2008)